# Love Story (film)
A Love Story 1970-es amerikai romantikus filmdráma, mely az azonos című regény alapján készült. A filmet Arthur Hiller rendezte, a főszerepben Ali MacGraw és Ryan O’Neal látható, de mellettük feltűnik kisebb-nagyobb szerepekben John Marley, Ray Milland és Tommy Lee Jones is. Utóbbi ebben a filmben debütált a vásznon.
Az Amerikai Filmintézet listáján a 9. helyen végzett és elkészülése óta is az egyik legjobb romantikus tragédiának tartják. A legtöbb bevételt hozó filmek Kanadában és az Egyesült Államokban elnevezésű listán a mai napig a 37. helyen áll. Folytatása az Oliver története 1978-ból, főszerepben O’Neallel és Candice Bergennel.

## Cselekmény
„Mit lehet mondani egy 25 éves lányról aki meghalt? Hogy gyönyörű volt és okos? Hogy szerette Mozartot és Bachot? És a Beatlest? És engem?”
Oliver Barrett egy előkelő amerikai család örököse és a Harvard Egyetem hallgatója, emellett aktív jégkorongozó. Egy nap a könyvtárban találkozik Jennifer „Jenny” Cavallerivel, a gyors észjárású, szellemes, ámde munkásosztálybeli lánnyal, aki a Radcliffe College-ban tanul és a klasszikus zene rajongója. A lány gúnyolódik vele, „elitkémnek” hívja, de Oliver ezt bájosnak találja és úgy gondolja, a lány szurkálódása nem alaptalan. A nyilvánvaló különbségek ellenére gyorsan szerelem szövődik közöttük.
Jenny egy nap felfedi terveit a jövőre nézve, melynek egyik fő célja, hogy Párizsban tanuljon tovább. Oliver kiborul, hogy nem szerepel ezekben a tervekben, megkéri a lány kezét, majd elviszi a család birtokára, hogy bemutassa őt a szüleinek. Nyugtatgatja, hogy az osztálykülönbség nem akadály, azonban apja és anyja előítéletekkel, hűvösen fogadják Jennyt. A Harvard hokicsapatának ebédjén apja elmondja Olivernek, hogy amennyiben feleségül veszi szerelmét, úgy ő nem támogatja anyagilag további tanulmányait. Oliver dühösen kiviharzik az étteremből, majd mindezek ellenére elveszi kedvesét. A szertartás mentes minden vallási külsőségtől, és bár részt vesz rajta Jenny özvegy apja, Phil is, ő is aggódik a társadalmi különbségek miatt.
Oliver az apja támogatása nélkül fejezi be a Harvardot, Jenny pedig magántanárként helyezkedik el és saját lakást bérelnek egy háromemeletes házban. Oliver osztályában a harmadik legjobb eredménnyel diplomázik, ezért 15000 amerikai dollárt nyer és munkalehetőséget kap egy jól menő New York-i ügyvédi irodában. Új lakásba költöznek, és 24 évesen készen állnak a családalapításra is, azonban ez valamilyen oknál fogva nem akar összejönni. Több orvosi vizsgálatot követően Oliver megtudja, hogy Jenny halálos beteg, valószínűleg leukémiás (a film folytatásául szolgáló Oliver történetében ezt maga Oliver erősíti meg.)
Az orvos tanácsa szerint Oliver megpróbál normális életet élni, fájdalmát Jennynek nem mutatni, azonban idővel a lány is megtudja, hogy hónapjai vannak csak hátra. Oliver jegyet vesz kettőjüknek Párizsba, de Jenny elutasítja, mondván ő csak a lehető legtöbbet szeretne vele lenni. Bár próbál anyagilag független maradni, Olivernek végül apjától kell kölcsönkérnie 5000 dollárt a kezelésekre. Mikor az megkérdezi, hogy talán bajba kevert egy lányt, csak annyit mond, igen. Végül apja megírja neki a csekket.
Halálos ágyán Jenny megbeszéli az apjával, hogy katolikus temetést szeretne, majd ezt közli Oliverrel is. Arra kéri a fiút, hogy ne hibáztassa magát, hiszen erről egyikőjük sem tehet, majd utolsó kívánságaként arra kéri szerelmét, hogy ölelje át, hogy úgy aludhasson el. Oliver szomorúan hagyja el a kórházat, mikor szembetalálkozik apjával, aki hallott a történtekről és azért jött, hogy segítsen. Oliver csak annyit mond: „Jenny meghalt”, mire az apja: „Sajnálom”, amire Oliver így válaszol: „A szeretet azt jelenti, hogy ne kelljen ezt mondanod”. A film zárójelenetében – ami egyben a nyitójelenet is – Oliver egyedül sétál vissza ahhoz a szabadtéri jégpályához, ahol Jenny nézte őt aznap, mikor kórházba került.

## Szereplők
| Szereplő           | Színész         | Magyar hang (1989) |
| ------------------ | --------------- | ------------------ |
| Jennifer Cavalieri | Ali MacGraw     | Kiss Erika         |
| Oliver Barrett     | Ryan O’Neal     | Kaszás Attila      |
| Phil Cavilleri     | John Marley     | Kézdy György       |
| Dean Thompson      | Russell Nype    | Fülöp Zsigmond     |
| id. Oliver Barrett | Ray Milland     | Kaló Flórián       |
| Hank Simpson       | Tommy Lee Jones | Karsai István      |

## Gyártás
Az eredeti forgatókönyvet Erich Segal írta, és adta el a Paramount Picturesnek. A film készítése közben arra kérték Segalt, hogy azonos címmel egy Bálint-napkor bemutatandó regényt is írjon. A megjelent könyv a filmtől függetlenül bestseller lett. Az eredeti rendező Larry Peerce lett volna, azonban ő kihátrált a produkció mögül és helyette Anthony Harvey kapta meg a lehetőséget. Azonban ő is visszalépett a felajánlástól, így végül Arthur Hiller álmodta vászonra a történetet.
A főszerepre először Beau Bridges és Jon Voight is esélyes volt, Ryan O’Nealt Segal kereste meg, mivel korábban már dolgoztak együtt a The Games című filmben. A szerződésben 25 ezer dolláros gázsi szerepelt. A film főcímdala a népszerű Hogy is kezdjem el? című szám, amely Andy Williams előadásában vált világhírűvé.
A felvételek közben kisebb károk keletkeztek a Harvard Egyetemen, ezért később megtiltották a helyszínen való forgatást.

## Fogadtatás

### Kritikai visszhang
Összességében a Love Story vegyes kritikát kapott, a Rotten Tomatoes nevű filmkritikákkal foglalkozó angol weboldal 23 kritikus véleménye alapján 57%-ra értékelte.
Bár a film sikeresnek számított a rajongók körében, és pozitívan nyilatkozott róla Roger Ebert filmtörténész is, ennek ellenére a Newsweek amerikai hetilap kitaláltnak titulálta a történetet, a filmkritikus Judith Crist pedig "baromság"-nak nevezte. Harlan Ellison amerikai írónő könyvében "szarnak" jellemezte, az akkori elnök, Richard Nixon viszont állítólag élvezte a történetet.
Az American Film Institute listáján a 9. helyen végzett az amerikai mozik 100 szerelmes történetét összegyűjtő listáján. A produkció számtalan paródia, remake, melodráma ihletője lett.
Az 1970-es években a Harvardon a diákkör szponzorálta a vetítéseket, mondván megcsúfolja a társadalmi különbségeket és építi az iskola szellemét.

### Bevételi adatok
106 397 186 dolláros bevételével a Love Story az amerikai és kanadai filmipar egyik legnagyobb bevételét termelő filmje lett. Ez a nemzetközi piacon további 30 millió dolláros bevétellel bővült. Megjelenése idején a 6. legnagyobb bevételt generáló alkotás volt, és az inflációt is ide véve a mai napig az első negyvenben található a vonatkozó listán.

### Díjak és jelölések
Elnyert
- Golden Globe-díj (1971) – Legjobb színésznő – drámai kategória: Ali MacGraw
- Golden Globe-díj (1971) – Legjobb film – drámai kategória
- Golden Globe-díj (1971) – Legjobb forgatókönyv: Erich Segal
- Golden Globe-díj (1971) – Legjobb rendező: Arthur Hiller
- Golden Globe-díj (1971) – Legjobb filmzene: Francis Lai
- Oscar-díj (1971) – Legjobb eredeti filmzene: Francis Lai

Jelölés
- Golden Globe-díj (1971) – Legjobb színész – drámai kategória jelölés: Ryan O’Neal
- Golden Globe-díj (1971) – Legjobb férfi mellékszereplő jelölés: John Marley
- Oscar-díj (1971) – Legjobb film jelölés
- Oscar-díj (1971) – Legjobb eredeti forgatókönyv jelölés: Erich Segal
- Oscar-díj (1971) – Legjobb rendező jelölés: Arthur Hiller
- Oscar-díj (1971) – Legjobb férfi főszereplő jelölés: Ryan O’Neal
- Oscar-díj (1971) – Legjobb női főszereplő jelölés: Ali MacGraw
- Oscar-díj (1971) – Legjobb férfi mellékszereplő jelölés: John Marley

## A filmben elhangzott dalok
- A betétdalokat megjelentették külön lemezen is.[9]
- Téma a Love Story – Francis Lai előadásában Francis Lai és His Orchestra
- Snow Frolic – Francis Lai előadásában Francis Lai és His Orchestra
- Zongoraszonáta – Wolfgang Amadeus Mozart
- Szeretlek, Phil – Francis Lai
- A Christmas Trees – Francis Lai
- Jenny keresése – Francis Lai
- Bozo Barrett – Francis Lai
- Korcsolyázás a Central Parkban – John Lewis
- Hosszú séta haza – Francis Lai
- Csembalóverseny No. 3, D-dúr – Johann Sebastian Bach
- Téma a Love Story (Finálé) – Francis Lai előadásában Francis Lai és His Orchestra